# Saint-Amant-de-Bonnieure
Saint-Amant-de-Bonnieure foi uma comuna francesa na região administrativa da Nova Aquitânia, no departamento de Charente. Estendia-se por uma área de 10,67 km². Em 2010 a comuna tinha 338 habitantes (densidade: 31,7 hab./km²).
Em 1 de janeiro de 2018, passou a formar parte da nova comuna de Val-de-Bonnieure.